# 11 Kompania Saperów
11 Kompania Saperów (11 ksap) – pododdział saperów Polskich Sił Zbrojnych.

## Geneza
Na podstawie rozkazu L.dz. 24000/tjn.O.I.41 dowódcy I Korpusu z dnia 29 października 1941 roku i rozkazu L.dz. 279/tjn.41 dowódcy Saperów z dnia 12 listopada dowódca 1 Batalionu Saperów „zarządził z dniem 16 listopada 1941 roku zmianę nazwy i przeorganizowanie dotychczasowej 1 kompanii saperów na 11 kompanię saperów według etatu zatwierdzonego rozkazem L.dz. 1201/tjn.O.I.41 Sztabu Naczelnego Wodza”. 28 listopada 1941 roku dowódca I Korpusu rozkazem L.dz. 26223/O.V.41 mianował dotychczasowego zastępcę dowódcy 1 Batalionu Saperów, majora Jana Nepomucena Gustowskiego – dowódcą 11 Kompanii Saperów. Dowódca kompanii pod względem taktycznym podlegał dowódcy baonu saperów, którego stanowisko zostało włączone do składu osobowego Dowództwa Saperów I Korpusu. Pod względem gospodarczym kompania została przydzielona do Ośrodka Zapasowego Saperów. 6 grudnia 1941 roku major Gustowski przejął dowództwo kompanii od kapitana Władysława Pogorzelskiego, który sześć dni później objął obowiązki dowódcy 11 kompanii parkowej saperów.
25 lutego 1942 r. Naczelny Wódz gen. Sikorski podjął decyzję o utworzeniu pierwszej w dziejach oręża polskiego dywizji pancernej.  We wrześniu 1942 r. w skład 1  Dywizji Pancernej wchodziły oddziały saperów między innymi 11 kompania saperów.
11 kompania saperów została utworzona w oparciu o trzon saperski z byłego 5 batalionu saperów z Krakowa, który uczestniczył w walkach w obronie Polski w 1939 r. Kompania stacjonowała w Budden Camp, Guliane i Dalkeith. W  składzie 1 Dywizji Pancernej i przy takiej obsadzie kompania bierze udział, na wiosnę 1944r w ćwiczeniach dywizyjnych i między dywizyjnych w rejonie Scarborough i Pickering w hrabstwie York, a następnie przeszła cały szlak bojowy od Caen poprzez Falaise, most „Warszawa” na Sekwanie, Ieper, Gandawe, Bredę, Aschendort do Wilhelmshaven.

## Organizacja wojenna kompanii saperów
- dowódca kompanii saperów (major)
- zastępca dowódcy kompanii saperów (kapitan)
- 3 plutony liniowe a. 4 drużyny
- pluton dowodzenia wraz z pocztem dowódcy

Każdy pluton saperów liczył 2 oficerów (dowódca plutonu – porucznik i zastępca dowódcy plutonu – podporucznik) oraz 70 saperów.
Łącznie kompania liczyła 9 oficerów i 256 szeregowych. Posiadała 1 radiostację dla dowódcy kompanii oraz 66 pojazdów mechanicznych, w tym 12 półgąsienicowych transporterów opancerzonych Halftrack.

## Obsada personalna
- dowódca kompanii – kpt. Władysław Pogorzelski (1942 – 1947)
- zastępca dowódcy kompanii – kpt. Aleksander Koślacz (1942 – 1947)
- dowódca plutonu dowodzenia – por. Edward Zalejski
- dowódca plutonu saperów – por. Edmund Kononowicz
- dowódca plutonu saperów – por. Edmund Andrzejewski
- dowódca plutonu saperów – por. Edward Wiszniewski
- zastępca dowódcy plutonu saperów – ppor. Tadeusz Bletek
- zastępca dowódcy plutonu saperów – ppor. Stanisław Kozierowski
- zastępca dowódcy plutonu saperów – ppor. Tadeusz Andrzejewski